# Gauthier Denis
Gauthier Bastien Denis (Évreux, 1º aprile 1997) è un cestista francese.

## Palmarès
- Leaders Cup: 1

Paris: 2024
- Eurocup: 1

Paris: 2023-2024